# Rafelgescar
Rafelgescar és una antiga alqueria situada en l'actual terme municipal de la Font d'en Carròs (Safor, País Valencià) que va quedar totalment despoblada i abandonada després de l'expulsió dels moriscos l'any 1609.